# D. A. Levy
D.A. Levy (29 de octubre de 1942; 24 de noviembre de 1968) fue el nombre breve de Darryl Alfred Levey (posteriormente cambiado a Darryl Allan Levy), poeta, artista, y editor alternativo estadounidense activo durante la década de los años 1960.

## Biografía
Levy nació en los alrededores de Cleveland. Era hijo de Joseph J. y de Carolyn Levy. Hacia el final de sus años de instituto y más tarde, después de una corta estancia en la Marina de Guerra de EE. UU., Levy decidió leerlo todo y escribirlo todo, y perderse en la búsqueda de la infinitud. Posteriormente encontró un trabajo de creativo en una pequeña editorial. Durante este tiempo también descubrió una importante salida espiritual en el budismo, aun siendo judío por nacimiento.
Publicó sus propios trabajos y trabajos de terceros, imprimidos en su prensa de mano, o en ediciones mimeografiadas a través de dos pequeñas editoriales: Renegade Press y Seven Flowers Press. Su concienciación intensa en la escena artística de Cleveland (sexo y drogas incluidos), y su necesidad de expresar la manera en la que sintió cómo lograr su iluminación espiritual, significó que no fuese bien recibido en el entorno político.

### Juicio por obscenidad
En 1966 fue acusado de distribuir poesía obscena a menores, siendo arrestado otra vez en 1967, y sus materiales de imprenta confiscados. En unas declaraciones al Cleveland Plain Dealer, Levy manifestó que sus trabajos “No eran en absoluto obscenos. E incluso si lo fueran, no me preocuparía. Se puede ir a cualquier lugar en esta ciudad y coger algo publicado por Grove Press” —el editor de algunos trabajos censurados como El Amante de Lady Chatterley de D.H. Lawrence — o revistas nudistas o con fotos de niñas. Y la policía no está molestándoles.” 
El caso atrajo gran atención, y suscitó la redacción de un manifiesto que se leyó el 14 de mayo de 1967 en el campus del Instituto Case de Tecnología, con la presencia de figuras como Allen Ginsberg, Tuli Kupferberg y The Fugs.
El caso se alargó durante un año, pero en 1968 el instructor acordó retirar los cargos de obscenidad en contra de Levy y de Lowell. El abogado de Levy le convenció para que no presentara ningún recurso sobre los cargos de contribuir a la delincuencia de menores. Levy debió pagar una sanción de 200 dólares, comprometiéndose a no tratar con jóvenes y a no facilitarles su poesía.

### Muerte
Se suicidó con un disparo de pistola en la frente el 24 de noviembre de 1968, con 26 años de edad. Fue incinerado, y la mitad de sus cenizas están enterradas en el Whitehaven Memorial Park de Mayfield Heights, Ohio. Algunas cenizas quedaron a cargo de George Fitzpatrick, artista de Cleveland Heights, quien pretendía utilizarlas en una pintura caligráfica con textos de Levy.
Hay una conjetura en un libro de Mike Golden, señalando que Levy fue asesinado por la policía o por el gobierno local de Cleveland, debido a sus escritos antisistema, pero esta controversia se agotó muy pronto tras su publicación, y sólo es mantenida por personas alejadas de la comunidad poética. Todos los que conocieron de primera mano a Levy rehúsan la idea de cualquier cosa parecida a un suicidio, aunque Levy a menudo hablaba acerca del suicidio. Russ Salamon, un amigo de Levy y poeta de Cleveland, dio a Levy grandes pilas de libros, remplazándolos cuando era necesario, y sabiendo que los acabaría, y que por tanto le quedaba un poco más de tiempo de vida. En los tres últimos años de su vida, Levy estaba seducido por la idea de que le gustaría dejar la ciudad, el país, e ir a "Israel".

## Trabajos publicados
Levy es conocido por sus obras: "The North American Book of the Dead", "Cleveland Undercovers", y "Suburban Monastery Death Poem". (El Libro norteamericano del Muerto, Cleveland Undercovers, y Poema de Muerte de Monasterio Suburbano), y en los últimos años del siglo XX su "Tombstone as a Lonely Charm" ("Tombstone como un encanto Solitario") ha encontrado nuevos seguidores.
Durante 1967 y 1968, Levy publicó el primer diario "underground" de Cleveland , el "Buddhist Third-Class Junkmail Oracle".
En 1968 también ayudó a editar y escribir "The Marijuana Review" (Nueva York).
Sus poemas tempranos estaban casi todos escritos por completo con minúsculas, con una apariencia ciertamente descentrada. En algunas mimeografías de sus escritos (se pueden considerar una forma temprana de zine), la poesía presenta faltas de ortografía. Esto podría ser por un motivo estilístico, por error o quizás por la complejidad de corregir los clichés de impresión una vez compuestos.
Levy también exploró la poesía concreta. En trabajos como "The Tibetan Stroboscope" utilizó las copias de baja calidad producidas por el mimeógrafo para crear imágenes distorsionadas e ilegibles del texto, combinándolas con otras imágenes recortadas de obras de arte budistas y frases de revistas comerciales.
Cuando Levy consiguió implicarse plenamente en el budismo y en Cleveland, sus poemas empezaron a ser más divertidos, utilizando ortografías deliberadamente "equivocadas" y errores "de sintaxis" que llevan a significados múltiples y a otros efectos, perdiendo su "timidez" con las letras mayúsculas.
En 2011, 43 años después de su muerte, dos de los poemas de Levy fueron traducidos al hebreo, siendo publicados en Maayan, revista israelí de poesía.